# ワンストップリノベーション
ワンストップリノベーション（One Stop Renovations）とは、リノベーションのサービス形態の呼称。

## 概要
リノベーションは既に所有する持ち家に行う場合と、これから住宅を購入して行う場合の２パターンがある。
後者の住宅を購入してリノベーションを行う場合は、日本では通常「宅建業者（不動産仲介)」、「設計事務所(デザイン設計）」、「工務店（工事）」の３社が絡むことになる。
ワンストップリノベーションとは、消費者自身がこれら３社にそれぞれ依頼する手間を省くため、３社のいずれか１社に依頼し、不動産仲介、リノベーション設計、工事の全てを窓口一つで請け負うサービス形態のことを言う。
ただし、ワンストップリノベーションにおいても厳密には、パーシャルワンストップリノベーションとオールワンストップリノベーションの２パターンのサービスがあり、それぞれにメリットとデメリットがある。

## パーシャルワンストップリノベーション
ワンストップリノベーションにおいて、窓口は１つではあるが日本では実態として「宅建業者」と「設計事務所」と「工務店」の３社がそれぞれ独立した会社が絡んでくる形態。
ただし、宅建業者の中に設計が出来る部門があったり、設計事務所の中に工事をすることが出来る部門があったりと、実際には2〜3社が絡むケースや、３社以外にコーディネート会社が入り３つの会社（宅建業者、設計事務所、工務店）を取りまとめ、全４社で行う形態もある。
パーシャルワンストップリノベーションでは、多くの会社が提携しているいことにより、多くの顧客を受け入れる事が可能。
また消費者のデザインの好みに応じて設計事務所を選ぶ事が可能な場合もある。
ただし、複数会社が絡む形態のため、コスト増になる可能性がある。
また、時間ロス・連携ミスが起こり易く、不安定な品質になる傾向がある。

## オールワンストップリノベーション
オールワンストップリノベーションとは不動産仲介・設計・工事を全て１社内のリソースにて請け負う形態である日本においては１社内にて宅地建物取引業・建築士事務所・建設業の３つの公的登録を持つ事が望ましい。
オールワンストップリノベーションでは、住宅購入から設計、工事まで一貫して社内間での連携がスムーズに行われるため、時間ロス・連携ミスが起こりにくく、品質も安定している傾向がある。
また、コスト面においてもコーディネート料が発生しないため、コスト低減になる場合が多い。
しかし、１社にて全てを行うために、多くの顧客を受け入れる事が難しいという問題がある。